# Maximilian Nicu
Maximilian Johannes Ştefan Nicu est un footballeur international roumain né le 25 novembre 1982 à Prien am Chiemsee en Allemagne de l'Ouest. Il évolue actuellement au poste de milieu de terrain au SpVgg Unterhaching en Regionalliga. En 2009, il a choisi de jouer pour la Roumanie.

## Biographie
Il a joué la quasi-totalité de sa carrière en Allemagne. 

## Carrière
- 1997-2004 :  SpVgg Unterhaching
- 2004-Janv.2005 :  FC Rot-Weiss Erfurt
- Janv.2005-2006 :  SV Wehen-Wiesbaden
- 2003-2004 :  SV Wacker Burghausen
- 2004-2008 :  SV Wehen-Wiesbaden
- 2008-2010  :  Hertha BSC Berlin
- 2010-2012 :  SC Fribourg
- 2012- :  TSV Munich 1860